# Сейчас самое время
«Сейчас самое время» (англ. Now Is Good) — британский фильм 2012 года, снятый режиссёром Олом Паркером по мотивам книги Дженни Даунхэм «Пока я жива». Главные роли исполнили Дакота Фэннинг, Джереми Ирвин и Пэдди Консидайн. Премьера фильма состоялась 31 августа 2012, а в России 13 декабря 2012 года. Слоган фильма: «Живи. Люби. Мечтай.»

## Сюжет
Главной героине Тессе (Дакота Фэннинг) уже несколько лет назад поставили диагноз — острый лимфобластный лейкоз. Как все нормальные подростки, она хочет жить нормальной жизнью, для этого она составляет список того, что она хочет сделать до смерти: попробовать наркотики, заняться сексом, украсть что-нибудь и т. д. Но встреча с новым соседом Адамом (Джереми Ирвин) меняет её планы. Искренние чувства Тессы заставляют её иначе посмотреть на вещи. Теперь она строит другие планы: увидеть будущего ребёнка своей подруги, родить троих детей от любимого человека, посещать школьные собрания, встретить старость.

## В ролях
- Дакота Фэннинг — Тесса Скотт
- Джереми Ирвин — Адам
- Пэдди Консидайн — отец Тессы
- Оливия Уильямс — мать Тессы
- Кая Скоделарио — Зои Уокер, подруга Тессы
- Роуз Лесли — Фиона
- Сара Хэдлэнд — Кэролайн
- Рэки Айола — Филлипа
- Джо Коул — Скотт
- Патрик Балади — Ричард
- Сьюзан Браун — Ширли

## Критика
Фильм получил смешанные отзывы кинокритиков. На сайте Rotten Tomatoes фильм имеет рейтинг 58 % на основе 26 рецензий со средним баллом 5,2 из 10.